# رشته‌کوه پکولنی
رشته‌کوه پکولنی (روسی: Пэкульней) یک رشته‌کوه در ناحیه خودگردان چوکوتکای کشور روسیه است.